# Convenção das Assembleias de Deus em Portugal
Convenção das Assembleias de Deus em Portugal é uma associação cristã evangélica pentecostal de Igrejas em Portugal.

## História
Os portugueses emigrados do Brasil José Plácido da Costa (1869-1965) e José de Matos Caravela (1888-1958), respectivamente em 1913 e 1921, deram início às ações que resultaram na fundação das Assembleias de Deus em Portugal. Ambos se converteram a Cristo em uma assembleia de Deus no Brasil e decidiram retornar a Portugal a fim de iniciar o trabalho pentecostal.
A primeira igreja organizada das Assembleias de Deus em Portugal foi fundada na cidade de Portimão, em 1924, pelo missionário José de Matos, também responsável pela fundação das igrejas do Algarve, de Santarém e de Alcanhões. A partir desse ano, com a ajuda de missionários suecos e o esforço de obreiros portugueses, foram estabelecidas diversas outras igrejas em várias cidades, como: Porto, em 1930, com a intervenção do missionário sueco Daniel Berg; Évora, em 1932, pela ação da evangelista Isabel Guerreiro; e Lisboa, em 1934, com a ajuda do missionário Jack Hardstedt.
Inicialmente as Assembleias de Deus em Portugal era alinhada ao Movimento Pentecostal Sueco, do qual recebia missionários e fundos, mas depois se alinhou com a Assembleias de Deus Americanas, que construiu um seminário  em Monte Esperança, próximo a Lisboa, em 1972.
Da ação missionária das Assembleias de Deus em Portugal deu-se a expansão da igreja aos territórios ultramarinos, a exemplo de: Angola, Guiné, São Tomé e Príncipe, Moçambique e Timor-Leste; os quais posteriormente tornaram-se nações independentes, mas mantiveram suas igrejas Assembleias de Deus nacionais em fraterna relação com as coirmãs portuguesas.
A Convenção das Assembleias de Deus em Portugal, com quase 400 igrejas, é a maior denominação protestante no país. Há também igrejas afiliadas na Alemanha, França, Inglaterra, Luxemburgo, Suíça e Estados Unidos
Em 2008 a CADP hospedou o Congresso Mundial das Assembleias de Deus, da qual faz parte.
Além da CADP, existem outras denominações organizadas em Portugal, originárias de imigrantes brasileiros ou cismas da CADP, que adotam o mesmo nome, como a Assembleia de Deus Missionária; Assembleia de Deus Universal; Igreja de Nova Vida - Assembleia de Deus da Amadora;Centro Pentecostal Europeu das Assembleias de Deus(CPEAD 75 locais de culto); Igreja Evangélica Assembleia de Deus em Missão (ADM Odivelas - Sede Européia), Assembleia de Deus Ministério Semeadores de Boas Novas (Sede em Vila Franca de Xira), Igreja Evangélica Assembleia de Deus Ministério da Missão - Lisboa (Lumiar/Ameixoeira);